# Jimmy Durmaz
Jakup Jimmy Durmaz (født 22. marts 1989), tidligere kendt som Jimmy Touma, er en svensk professionel fodboldspiller, som spiller for Allsvenskan-klubben AIK.

## Klubkarriere

### BK Forward og Malmö
Durmaz begyndte sin karriere hos BK Forward i sin hjemby Örebro, før han i juli 2008 skiftede til Malmö. Han var her del af holdet som vandt det svenske mesterskab i 2010.

### Gençlerbirliği
Durmaz skiftede i juni 2012 til tyrkiske Gençlerbirliği.

### Olympiakos
Efter to år i Tyrkiet skiftede Durmaz til græske Olympiakos i august 2014. Han spillede to år hos Olympiakos, og var med til at vinde de græske mesterskab begge sæsoner.

### Toulouse
Durmaz skiftede til Toulouse i august 2016.

### Galatasaray
Durmaz vendte tilbage til Tyrkiet i juli 2019, da han skiftede til Galatasaray efter hans kontrakt med Toulouse havde udløbet.

### Fatih Karagümrük
Durmaz blev udlånt til Fatih Karagümrük for 2020-21 sæsonen. Efter en god sæson hos Karagümrük, skiftede Durmaz permanent til klubben i august 2021.

### AIK
Durmaz vendte tilbage til i januar 2023, da han skiftede til AIK.

## Landshold

### Ungdomslandshold
Durmaz har spillet 8 kampe for the svenske U/21-landshold.

### Seniorlandshold
Durmaz debuterede for det svenske a-landshold den 8. februar 2011. Han var en del af den svenske trup til både EM 2016 i Frankrig og VM 2018 i Rusland.